# Christian Dubois
 (janvier 2019).
Si vous disposez d'ouvrages ou d'articles de référence ou si vous connaissez des sites web de qualité traitant du thème abordé ici, merci de compléter l'article en donnant les références utiles à sa vérifiabilité et en les liant à la section « Notes et références ».
Christian ( Gérard, Antoine) Dubois, né le 22 novembre 1921 à Lille et mort le 20 janvier 2005 à Louvil, est un homme d'affaires français, fondateur de Castorama.

## Biographie
Christian Dubois est le fils de Robert Dubois (1888-1957), commerçant en passementerie à Lille et de Antoinette Dubois - Devilder (1892-1992). Il est le 5e enfant d'une famille de 10 enfants.
Il étudie au collège de Passy-Froyennes à Tournai en Belgique puis au Collège de Marcq-en-Barœul, dans le nord de la France. Il commence sa vie professionnelle en suivant les pas de son père en créant sa boutique de dentelle qu'il délaisse rapidement.
Il se marie à Claudine Dubois-Descamps en mai 1946 et père de 8 enfants.
En 1950, il fonde, avec trois autres personnes, un négoce de matériaux de 60 m2, la SARL Christian Dubois et Cie. Il se spécialise dans le stockage et la vente de panneaux laqués, imitation carrelage qu'il transporte avec son cousin Jean Derely et son vélo et sa charrette entre la gare de Lille et le vieux-Lille. Les affaires marchent bien et la société devient une S.A. en 1957.
La société Dubois & Derely est une société de négoce de matériaux de construction de second œuvre. Ses principaux clients sont des artisans mais aussi de plus en plus de particuliers. En 1961, ils créent Central Panneaux, magasins de vente au détail en libre service (de 600 à 1 000 m2).
En 1967, Christian Dubois, effectue un voyage aux États-Unis d'où il souhaite importer le concept de la vente de matériaux de bricolage au détail et en grande surface, sur le modèle de Home Center. Son cousin et associé de la première heure, Jean Derely n'adhère pas à ce nouveau concept. Il continuera avec les magasins Central Panneaux, Christian Dubois, suit son intuition et lance son premier grand magasin de bricolage à Englos, d'une surface de 5 000 m2 : Central Castor voit le jour le vendredi 13 juin 1969. L'enseigne vend l'outillage utile aux foyers français en cinq zones : Construction-matériaux, quincaillerie, bois-panneaux, sols-murs, sanitaire-chauffage avec un service clients.
En 1975 il rachète le terrain du mythique cinéma Gaumont Palace chef-d'œuvre art déco détruit en 1973 , défriché au début des années 1980 il entame la construction d'un grand complexe hôtelier et commercial. celui-ci est inauguré en 1982.

### Castorama
En mai 1971, Central castor change de nom et le 16 juillet 1971, Christian Dubois dépose le nom et le logo de Castorama. Une tenaille rouge surplombant le nom de l'enseigne. Dès 1972, d'autres magasins font leur apparition dans la région nord de la France. En 1975, ouvre le premier magasin en dehors de la région, à Plaisir-Les Clayes, en région parisienne. La Holding Christian Dubois investissement est créée et entre à la Bourse de Paris en 1988, puis au CAC 40 et s'y maintiendra jusqu'à l'acquisition de Castorama par le Groupe britannique Kingfisher. En 1993, il crée avec son enseigne, l'enseigne Discount Brico-Dépôt. Il prend sa retraite et reste président du conseil d'administration jusqu'en 2002.